# 小莫什基
51°16′28″N 28°52′33″E / 51.27444°N 28.87583°E
小莫什基（烏克蘭語：Малі Мошки），是烏克蘭北部的村莊，隸屬日托米爾州的科羅斯滕區。該村始建於1545年，面積0.21平方公里，海拔高度139米，2001年人口19，人口密度每平方公里92.68人。